# Carl Lucke
Carl Lucke (* 13. Oktober 1840 in Danzig; † 1914) war Gutspächter und Mitglied des Deutschen Reichstags.

## Leben
Lucke besuchte das Gymnasium in Danzig von 1850 bis 1858. 1870 und 1871 war er preußischer Administrator der Königlichen Domäne Lawken im Landkreis Lötzen, seitdem Gutspächter bis 1878 in Ostpreußen und von 1879 in Patershausen im Großherzogtum Hessen. Von 1884 bis 1885 war er Staatskommissar für die Erhebungen über die Lage der Landwirtschaft im Großherzogtum Hessen. Er veröffentlichte folgende Schriften: Die berechtigten Forderungen der deutschen Landwirthschaft und Die deutschen Ansiedelungen in Westpreußen und Posen. 1888 war er Mitglied der Kommission, welche von dem Reichskanzler berufen wurde im Reichs-Gesundheitsamt, behufs Einführung des § 4 des Branntweinsteuergesetzes vom 24. Juni 1887.
Von 1898 bis 1903 war er Mitglied des Deutschen Reichstags für den Wahlkreis Großherzogtum Baden 13 (Bretten, Sinsheim) und den Bund der Landwirte.